# Élelmiszer-adalékanyag

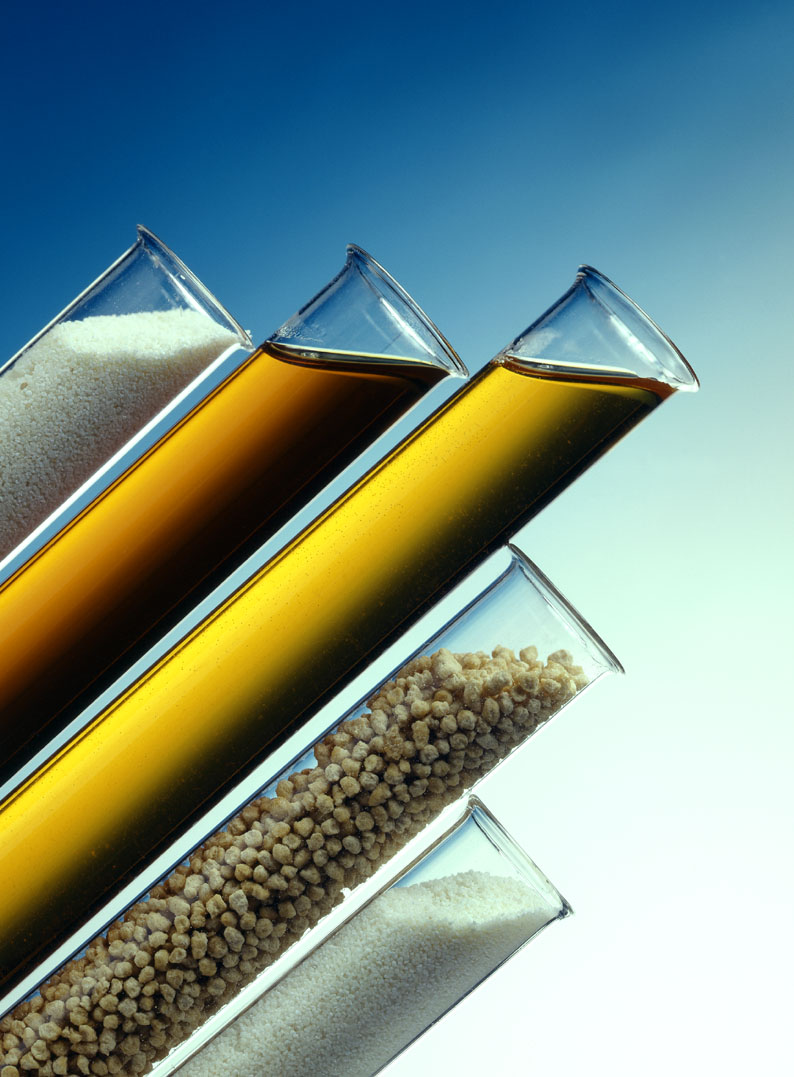
Élelmiszer-adalékanyag

Az élelmiszer-adalékanyag (élelmiszer-adalék) az adalékanyagok közé tartozó egyes anyagok gyűjtőneve. 
Korunk élelmiszergyártása nem képzelhető el adalékanyagok használata nélkül. A fogyasztók igénylik a széles termékválasztékot, a gyártók törekednek a költségek minimalizálására, s a lehető legegyszerűbben kivitelezhető technológiák alkalmazására. Ehhez viszont elengedhetetlenül szükséges a stabil, könnyen kezelhető anyagok használata, amelyek lehetővé teszik a megbízható, állandó minőségű termékek gyártását.
Élelmiszer-adalékanyag akkor engedélyezhető, ha alkalmazásának szükségessége technológiailag igazolható, és a kívánt cél más, gazdaságosan és technikailag megvalósítható módszerrel nem érhető el, illetve, ha a javasolt felhasználási szinten a jelenleg rendelkezésre álló tudományos eredmények alapján nem jelent veszélyt a fogyasztók egészségére, valamint nem vezeti félre a fogyasztót. Az engedélyezett anyag biológiai hatását rendszeresen felülvizsgálják a legújabb tudományos eredmények figyelembe vételével.

## A szabályozás Magyarországon
A Magyar Élelmiszerkönyv hatályos szabályozása szerint élelmiszer-adalékanyag „ minden olyan élelmiszerként önmagában nem fogyasztott és jellemző élelmiszer összetevőként nem alkalmazott anyag – tekintet nélkül arra, hogy van-e tápértéke vagy sem –, amelyet az adott élelmiszer gyártása, feldolgozása, elkészítése, kezelése, csomagolása, szállítása és tárolása során technológiai célból szándékosan adnak az élelmiszerhez, melynek eredményeként önmaga vagy származéka közvetlenül vagy közvetetten az élelmiszer összetevőjévé válik”.

## A szabályozás az Európai Unióban
Az EU-ban két fő jogszabály vonatkozik az adalékanyagokra:
- Az élelmiszer-adalékanyagokról szóló 1333/2008/EK európai parlamenti és tanácsi rendelet.[2][3] Ezek az ún. E-számok.
- A takarmányozási célra felhasznált adalékanyagokról szóló 1831/2003/EK európai parlamenti és tanácsi rendelet[4][5]

## Viták az élelmiszer-adalékanyagokról és felhasználásukról
Az adalékok felhasználása évek óta folyó vita tárgya. Több adalékanyagról a laikusok úgy gondolják, hogy olyan betegségek kialakulásáért felelősek, mint az allergia, a neurológiai betegségek, emésztési zavarok, rák, szívbetegség és artritisz, de ezeknek az állításoknak csupán a töredékéről bizonyosodott be ez az állítás, és jó részük már nem is található az élelmiszer-adalékok között. Az utóbbi években felmerült a gyanú, hogy az élelmiszer-adalékok egy része genetikailag módosított eredetű. Néhány anyag nem felel meg vallási (például kóser, halal) vagy vegetáriánus előírásoknak.[forrás?]

### Kiadványokban
Az élelmiszer-alapanyagokról számos, egymással ellentétes állásfoglásokat is tartalmazó  nyilatkozat illetve összeállítás született. Pl. John Hoskins, környezetvédelmi toxikológus szerint:

„Bármelyik tál ételünkben egyedül azokat az anyagokat fogyaszthatjuk biztonságosan, akár természetes vagy mesterséges eredetűek, amelyek növényvédőszerek, hormonok vagy E-számmal rendelkező élelmiszer-adalékok maradványai. Minden mást az ételünkben bizalmi alapon fogyasztunk el.”

 Ugyanezen okból korlátozzák az antibiotikumok felhasználását, nemcsak az élelmiszerben, de az élelmiszer elállítása céljából tartott állatoknál is. Az antibiotikum-lista oroszul is megtalálható az Interneten
- Dr. Gunda Tamás: Élelmiszer-adalékokról elfogultság nélkül[9]
- Élelmiszer-adalék információs portál[10]
- Zöld szervezetekhez többnyire közel álló szervezet és magánszemély adott közre, számos helyen vitatható, összeállításokat. Pl.[11][12][13] rendkívül óvatosan kell kezelni.

Az élelmiszer-adalékok megítélése körüli kommunikációs szakadék áthidalására (t.i. a szakértők legyintenek az aggályokra és tudományos – a fogyasztók számára alig, vagy egyáltalán nem érthető – magyarázatokat adnak, ugyanakkor megjelennek olyan különböző hírek és listák egy-egy adalékanyag és az azt tartalmazó élelmiszerek veszélyességéről, ami mögött a szenzációkeltés, vagy a piaci verseny, a versenytárs van) az Élelmiszer-feldolgozók Országos Szövetsége (ÉFOSZ), valamint a Földművelésügyi és Vidékfejlesztési Minisztérium egy közös kiadványt tett közzé, amelyben a legfontosabb tényeket, feltételezéseket és téveszméket járják körül.
Az élelmiszer-adalékokról magyar nyelven is számos helyen olvashatunk. Ezeknek a forrásoknak a színvonala meglehetősen egyenetlen és jól tükrözi a közvélemény tájékozatlanságát. A Magyar Élelmiszer-biztonsági Hivatal legutóbbi, nem reprezentatív felmérése szerint összesen 303 megkérdezett közül 46,9 százalék (142) úgy vélte, hogy az összes adalékanyagot be kellene tiltani. A válaszadók 35,6%-a (108) szerint az adalékanyagok veszélyesek lehetnek az egészségre, míg 14,5%-uk (44) gondolja ennek éppen ellenkezőjét, vagyis, hogy az adalékanyagok nem jelentenek veszélyt, mert szabályozott, ellenőrzött anyagokról van szó. A szavazók 3%-a vagy nem tudott választ adni, vagy teljesen ártalmatlannak tartja az adalékanyagokat.